# Richard Stannard (acuatleta)
Richard Stannard (Hexham, 1974) es un deportista británico que compitió en acuatlón. Ganó seis medallas en el Campeonato Mundial de Acuatlón entre los años 2001 y 2012.

## Palmarés internacional
| Campeonato Mundial | Campeonato Mundial          | Campeonato Mundial | Campeonato Mundial |
| Año                | Lugar                       | Medalla            | Prueba             |
| ------------------ | --------------------------- | ------------------ | ------------------ |
| 2001               | Edmonton ( Canadá)          | Medalla de plata   | Individual         |
| 2003               | Queenstown ( Nueva Zelanda) | Medalla de oro     | Individual         |
| 2005               | Gamagori ( Japón)           | Medalla de plata   | Individual         |
| 2006               | Lausana ( Suiza)            | Medalla de oro     | Individual         |
| 2011               | Pekín ( China)              | Medalla de oro     | Individual         |
| 2012               | Auckland ( Nueva Zelanda)   | Medalla de plata   | Individual         |